# Gennes-Longuefuye
Gennes-Longuefuye község Franciaország Loire mente régiójában, Mayenne megyében. Új községként 2019. január 1-jén jött létre Gennes-sur-Glaize és Longuefuye korábbi községek egyesítésével. Az egyesüléskor az új község lélekszáma 1350 fő lett. Lakosainak száma 1351 fő (2022. január 1.).

## Népesség
| Lakosok száma | 1327 | 1330 | 1330 | 1337 | 1344 | 1351 |
|               | 2017 | 2018 | 2019 | 2020 | 2021 | 2022 |